# Forgószék

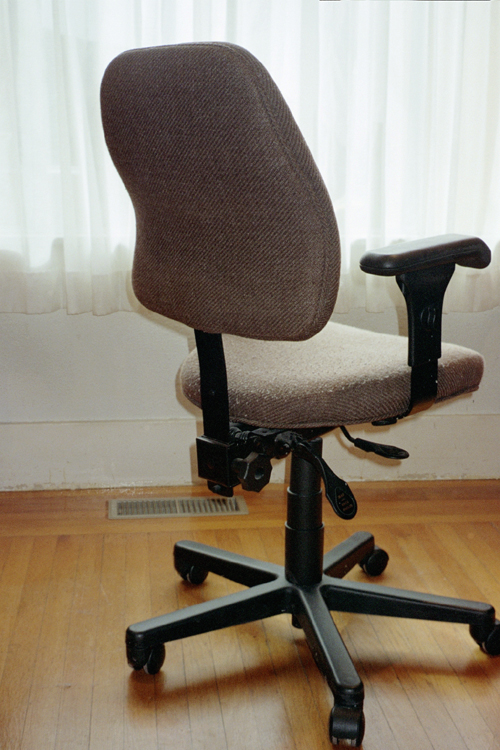
Forgószék gázlifttel

A forgószék elfordítható ülőlapú szék. A mai modern forgószékek nem csak a tengelyük körül tudnak elmozdulni, kerekekkel is fel vannak szerelve, így ülő testhelyzetben akár helyet is változtathatunk a segítségével.
Azonban a modern forgószék az ülőlap alá szerelt mechanika segítségével, ennél sokkal többre is képes. A mechanika típusától függően – CP szerkezet, hintamechanika, szinkron-mechanika, aszinkron mechanika – állítható rajtuk a háttámla és az ülőlap helyzete.

## Eredete
A forgószék az Amerikai Egyesült Államokból származik. Az első forgószéket Thomas Jefferson használta kutatásai, tudományos munkája során. Ez a szék egy Windsor típusú szék volt, melynek ülőlapja - és az ahhoz tartozó háttámasz és karfa – acélorsón forgott az alsó részen.
Egyes források az állítják, hogy Jefferson ezen a széken ült, amikor aláírta a függetlenségi nyilatkozatot. A szék most az Amerikai filozófiai társaság tulajdonát képezi melynek székhelye az Amerikai Egyesült Államokbeli Philadelphiában van.

## A forgószék reneszánsza
A forgószékek napjainkra elterjedtek az egész világon. Irodai, illetve a szellemi munkák nagyobb hányadánál ilyen széket használ az ember. A forgószék, mint irodaszék a gépesített munkavégzéssel köthető össze. Az 1900-as évek elején kezdtek elterjedni az irodában használt forgószékek, ilyen példa a Larkin irodaháza is.  A mai irodai felszerelések Magyarországon rendelet szabályozza. A rendelet előírja, hogy a monitor előtt végzett munka kötelező kelléke az olyan szék, amely: 
1. stabil, továbbá biztosítsa a használó könnyű, szabad mozgását és kényelmes testhelyzetét.[5]
2. A szék magassága legyen könnyen állítható.
3. A szék támlája legyen magasságában állítható és dönthető.
4. Igény esetén lábtámaszt vagy saroktámaszt, illetve kartámaszt kell biztosítani.

A mai modern székek nagy többsége megfelel ezeknek a kritériumoknak. A magasság gázlifttel és a szék mechanikájával állítható. A támla helyzetének az állítása is a szék mechanikájának segítségével történik.